# Hoel II. Bretaňský
Hoel II. Bretaňský (bretonsky Hoel Kerne a také Houel Huuel, francouzsky Hoël II de Bretagne, 1030? – 13. dubna 1084) byl hrabě z Cornouaille, z Nantes a z Rennes a také bretaňský vévoda a regent.
Narodil se jako syn Alana, hraběte z Cornouaille a Judity, dcery hraběte z Nantes. Roku 1050 zemřel Hoelově matce bezdětný synovec Matěj a Alan se pokusil uchvátit opuštěné hrabství. Odpor Conana Bretaňského, který si také činil nároky, byl roku 1054 vyřešen plánem na sňatkové spojení Hoela a Hawise, vévodovy sestry.
V prosinci 1066 zemřel bez legitimního dědice i švagr Conan a Hoel s Hawise se ujali vlády nad bretaňským vévodstvím. V jejich dětech nastoupila na krátký čas nová domácí dynastie. Po manželčině smrti roku 1072 se Hoel stal regentem nezletilého syna a v letech 1075–1077 byl nucen potlačit vzpouru nespokojených bretaňských pánů. Zemřel v dubnu 1084 a vládu po jeho skonu převzal syn Alan.